# Oenothera flaemingina
Oenothera flaemingina är en dunörtsväxtart som beskrevs av Hudziok. Oenothera flaemingina ingår i släktet nattljussläktet, och familjen dunörtsväxter. Inga underarter finns listade i Catalogue of Life.